# Leonard Lord
Leonard Percy Lord (15 de noviembre de 1896-13 de septiembre de 1967) fue un empresario británico, una de las figuras más destacadas de la industria automotriz de su país durante casi cuatro décadas. En reconocimiento a sus méritos profesionales, recibió el título de primer Barón Lambury.

## Antecedentes y educación
Leonard Percy Lord, nacido en 1896, era el hijo menor de William Lord, de Coventry, y de Emma, hija de George Swain. Se educó en la Bablake School de Coventry, un antiguo establecimiento con un fuerte sesgo técnico, donde comenzó a asistir en 1906. Esta escuela contaba con un taller de carpintería totalmente equipado y una fragua en funcionamiento. Leonard lo hizo bastante bien y sus honorarios, como los de muchos de los muchachos de Bablake, fueron pagados por el Comité de Educación de Coventry. Dejó la escuela a los 16 años después de la muerte de su padre. Utilizó la formación técnica que había recibido en la escuela para conseguir un trabajo en Courtaulds como dibujante de plantillas.[cita requerida]

## Carrera en la industria automotriz

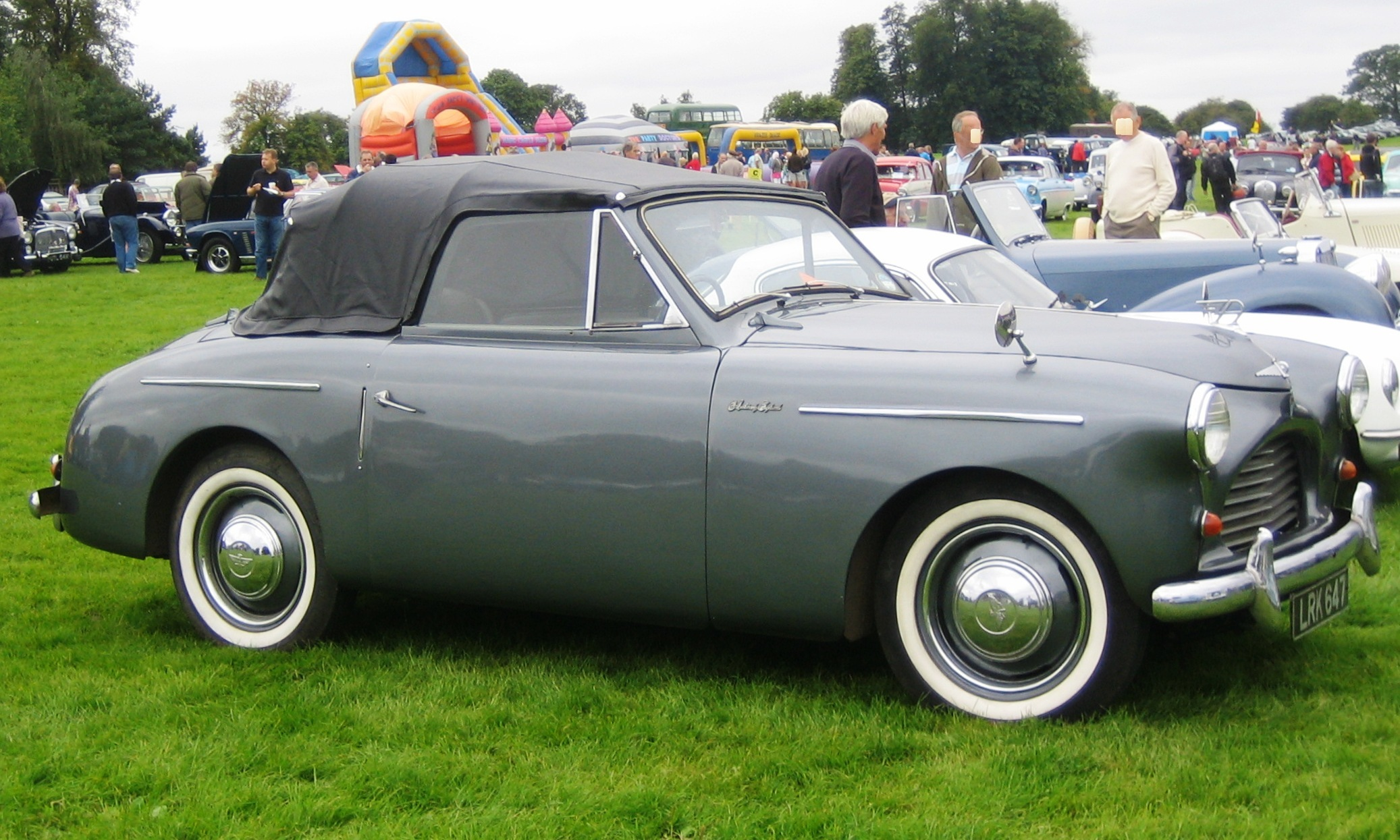
Austin A40 Sports (hacia 1951), diseñado por Eric Neale y fabricado por Austin Motor Company junto con Jensen Motors. El coche se originó cuando Leonard Lord, al ver el Jensen Interceptor, le pidió a Jensen que desarrollara una carrocería que pudiera utilizar la mecánica del A40

Pasó por la compañía Vickers antes de incorporarse durante la Primera Guerra Mundial a Coventry Ordnance Works, una fábrica de municiones de Coventry. Tras la guerra trabajó para varias empresas de ingeniería, y después de 1918, se incorporó a la planta de fabricación de motores Daimler. En 1923 se trasladó a Morris Motors Limited, donde participó en la racionalización de todas las etapas del proceso de producción. En 1927 Morris compró Wolseley Motors Limited y Lord fue trasladado allí para modernizar su equipo de producción.
En 1932, fue ascendido a Gerente General en Morris, trabajando desde la fábrica de Cowley. Su labor fue tan efectiva, que en 1933 William Morris lo nombró Director Gerente de Morris Motors. En 1934 Morris era un multimillonario que llevaba el título de Lord Nuffield en reconocimiento a sus generosas donaciones caritativas y su imperio empresarial se había convertido en la Nuffield Organization. Sin embargo, en agosto de 1936 Lord dimitió de sus cargos en la empresa. A pesar de todo, en 1937 Nuffield nombró a su amigo (entonces desempleado) como gerente del Fideicomiso de Áreas Especiales de Nuffield, dotado con 2 millones de libras para su distribución en planes de desarrollo que beneficiaran a áreas en dificultades económicas. Pero Lord estaba buscando un camino de regreso a la industria, y en 1938, después de muchos años de conflictos con William Morris, Lord se fue para unirse al principal competidor de Morris, la Austin Motor Company.
En ese momento, Herbert Austin estaba buscando a alguien para dirigir su empresa, ya que su único hijo había muerto durante la guerra. Finalmente, Lord fue seleccionado para administrar la empresa. Austin murió en 1941 y Lord se convirtió en el hombre más poderoso de la empresa. Con el advenimiento de la Segunda Guerra Mundial, Austin pasó de la producción civil a la militar, en particular a fabricar ambulancias y vehículos gubernamentales. Después de la guerra, Lord se convirtió en presidente de Austin y la empresa reanudó la producción de vehículos motorizados civiles en 1946. Promovió la expansión de la empresa, y estableció plantas de producción en Canadá, Australia, Argentina, Sudáfrica y México. En 1954 fue nombrado Caballero Comandante de la Orden del Imperio Británico (KBE). A través de nuevas fusiones y adquisiciones, incluida la enorme fusión de 1952 con su antiguo empleador, la Organización Nuffield, (con Austin Motor en gran medida como socio principal), Lord se convirtió finalmente en presidente de la British Motor Corporation. Después de su creación, solía bromear diciendo que BMC significaba "Bugger My Competitors" ("Sodomizar a mis Competidores" [sic]). El 26 de marzo de 1962 fue elevado a la nobleza como Barón Lambury, de Northfield en el Warwickshire.

## Legado

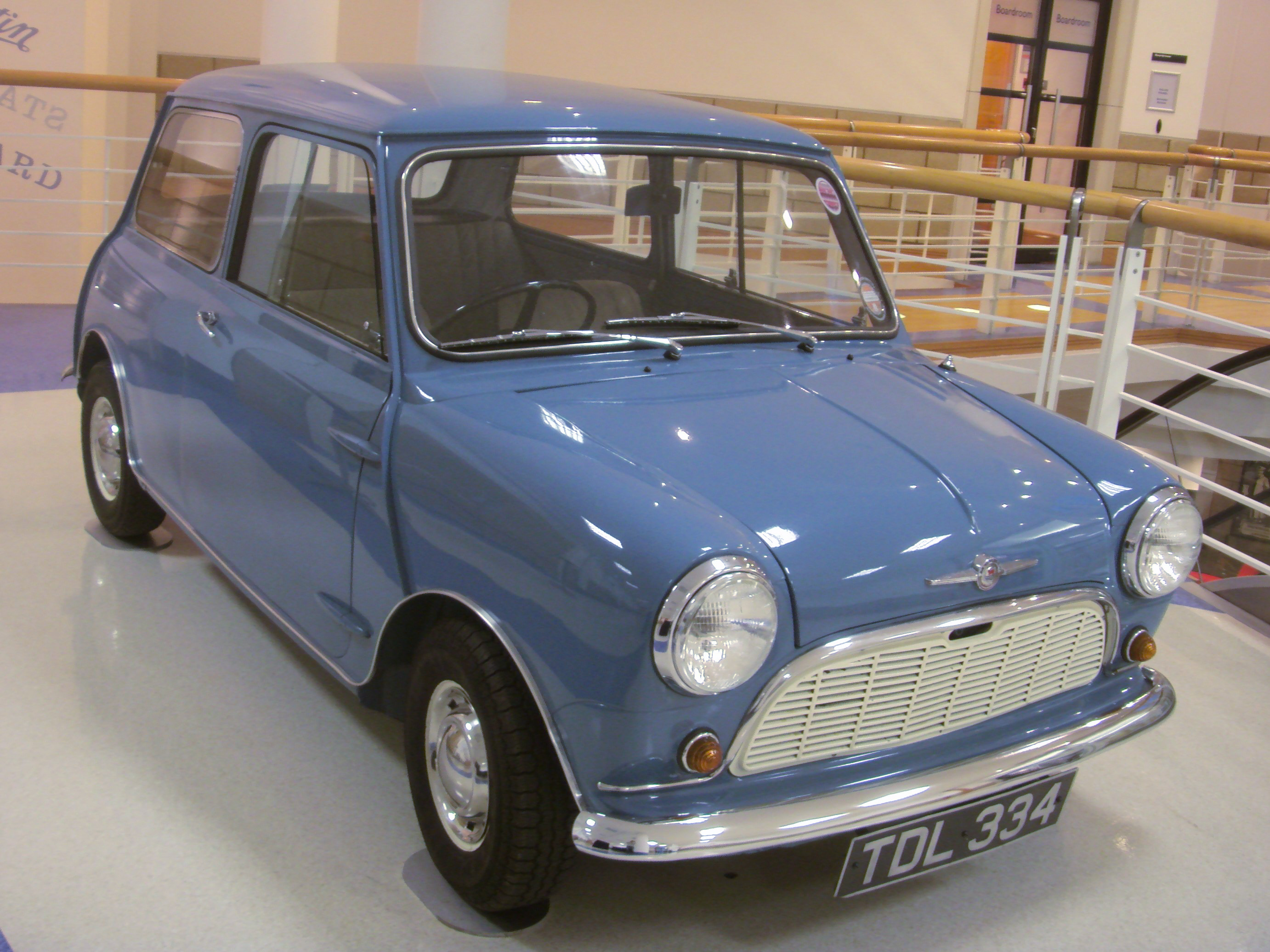
Morris Mini-Minor
diseñado por Alec Issigonis
por encargo de Leonard Lord
segundo clasificado tras el Ford Modelo T en el concurso del
Automóvil del Siglo

Leonard Lord murió en 1967, a la edad de 70 años, durante las negociaciones que finalmente dieron origen a la compañía British Leyland. Aunque tuvo un gran éxito al principio de su carrera, su legado fue una extensa gama de productos no rentable, una red distribución insuficiente y una administración débil, males que acabaron afectando a British Leyland. [cita requerida]
Sin embargo, contribuyó a la modernización esencial de los métodos de producción tanto en Cowley como en Longbridge, haciendo que la industria británica del motor pudiera competir en los mercados mundiales, participando en el desarrollo de la economía de exportación británica durante la posguerra. Finalmente, aunque inició la unión de los dos principales rivales de la industria automovilística británica, apenas pudo asegurar que se integrasen armónicamente.
En una revisión de la operación de Longbridge, Graham Searjeant, editor financiero de The Times (31 de mayo de 2007) señaló que Lord era un "hombre de producción malhablado y duro". Atribuye alguno de los fracasos de Lord en Longbridge a la su "falta de visión" y la "incapacidad" de su protegido-sucesor, George Harriman. El biógrafo de Lord, Martyn Nutland, opina que estas consideraciones son injustas, y que Lord se enfrentó con imaginación a las inevitables circunstancias del momento. En este sentido, fue Lord quien persuadió a Alec Issigonis para que se incorporara a BMC para crear lo que se convirtió en el Mini y en el 1100, los dos productos más exitosos de Austin/BMC. Que Issigonis tuviera la libertad de crear coches tan revolucionarios es gracias a las competencias que le atribuyó Lord. Gillian Bardsley, archivero del British Motor Heritage Trust, en su biografía de Alec Issigonis, adjudica a Lord la visión de que BMC necesitaba una gama de automóviles completamente nueva si quería seguir siendo competitiva en la década de 1960.[cita requerida]

## Vida personal
Lord se casó con Ethel Lily, hija de George Horton, en 1921. Tuvieron tres hijas. Había sido elevado a la nobleza como barón Lambury en 1962, y falleció en septiembre de 1967, a la edad de 70 años. Al no tener ningún hijo varón, la baronía se extinguió tras su muerte.

## Lecturas relacionadas
- Nutland, Martyn (2012). Brick by Brick. AuthorHouse. ISBN 978-1-4772-0318-7.